# Maximilian Krah
Maximilian Krah (Räckelwitz, 28 de enero de 1977) es un abogado y político alemán. Se desempeña como miembro del Parlamento Europeo por Alternativa para Alemania (AfD).

## Biografía
Krah creció en la Alta Lusacia como el menor de tres hijos. Después de la escuela secundaria, Krah estudió derecho en la Universidad Técnica de Dresde, seguido de un MBA en la London Business School y en la Columbia Business School en Nueva York. En 2004 completó los exámenes estatales para ejercer como abogado y fue llamado al colegio de abogados en 2005. También dirigió un bufete de abogados en Dresde con dos colegas.
Krah vive en Dresde. Es un católico practicante, es viudo y tiene ocho hijos de tres mujeres.

### Carrera política
Krah se unió a la Junge Union en 1991, el ala juvenil de la CDU. Durante sus estudios, también participó activamente en la Asociación de Estudiantes Demócratas Cristianos. Krah dejó la CDU en 2016. Ese mismo año, Krah se unió a Alternativa para Alemania (AfD) y fue elegido vicepresidente de la AfD de Sajonia en febrero de 2018.
En 2019, Krah fue elegido como eurodiputado por la AfD. En el Parlamento Europeo se sentó como miembro del grupo Identidad y Democracia y es miembro de las comisiones de Relaciones con los Estados Unidos, Comercio Internacional (INTA) y miembro adjunto de la Delegación en la Asamblea Parlamentaria Euronest. También se desempeñó como portavoz de la AfD en el Parlamento Europeo hasta 2022.
Krah se postuló en las elecciones para alcalde de Dresde el 12 de junio de 2022. Recibió el 14,2 por ciento de los votos y quedó en cuarto lugar detrás del alcalde Dirk Hilbert, Eva Jähnigen y Albrecht Pallas. En la segunda ronda de votación, Krah perdió de nuevo con un 12,2 por ciento, quedando en tercer lugar detrás de Dirk Hilbert y Eva Jähnigen.
En julio de 2023 fue nombrado cabeza de lista de la AfD para las elecciones al Parlamento Europeo de 2024.
En abril de 2024, Krah ganó la atención internacional cuando el Fiscal General alemán arrestó a su asistente, sospechoso de espiar para China al transmitir información sobre las negociaciones y decisiones en el Parlamento Europeo. En una entrevista de mayo de 2024 con el periódico italiano La Repubblica, Krah argumentó que no todos los miembros de las Waffen-SS deberían ser juzgados como criminales, citando el ejemplo de Günter Grass, exganador del Premio Nobel de Literatura y miembro de las Waffen-SS, y agregó: "Nunca diría que cualquiera que llevara un uniforme de las SS fuera automáticamente un criminal". Estos dos hechos fueron vistos por los observadores como desencadenantes de la decisión del grupo parlamentario europeo Identidad y Democracia de excluir a la AfD de la membresía el 23 de mayo de 2024.